# Theodore Durrant
William Henry Theodore Durrant (1871 – 7 de enero de 1898), conocido como "El demonio del campanario", fue ahorcado por dos asesinatos cometidos en la Emmanuel Baptist Church de San Francisco, donde era secretario y superintendente de su escuela dominical. Mantuvo su inocencia de los crímenes. Era hermano de la actriz teatral Maud Allan.

## Primeros años
William Henry Theodore Durrant nació en Toronto, Ontario, hijo de William Durrant, un zapatero, y de su esposa, Isabella Hutchenson Durrant. La familia emigró a San Francisco, California en 1879. Tenía una hermana menor, Beulah Maud (o Beulah Maude), que se convertiría en actriz y bailarina teatral como Maud Allan.
Al momento de su arresto, Durrant era un estudiante de Medicina de veintitrés años en el Cooper Medical College en San Francisco, secretario y superintendente de la escuela dominical en la Emmanuel Baptist Church de la calle 21ª y miembro del Cuerpo de Señales de California, una milicia civil. Se cree que Durrant sufría depresión maníaca y había rumores de un lado oscuro en su personalidad. Aunque era un joven apuesto, aparentemente educado y sociable, apreciado en su congregación, la investigación policial descubriría que había insinuado proposiciones deshonestas a numerosas jóvenes, tan repugnantes, que avergonzadas no se lo habían contado a ningún familiar para que no se tomaran la justicia por su mano, y que a lo largo del año anterior había frecuentado burdeles en Comercial Street, donde según las prostitutas en varias ocasiones había traído con él, en una bolsa o una pequeña caja, un palomo o un pollo, y que durante "el libertinaje" de la noche le cortaba el cuello al ave y dejaba la sangre correr sobre su cuerpo".

## Blanche Lamont

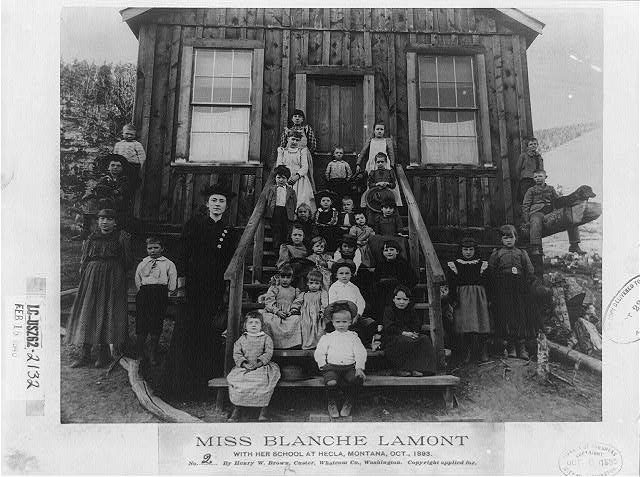
Blanche Lamont en Hecla, Montana con sus alumnos, octubre de 1893.

Blanche Lamont (1875 – 3 de abril de 1895) era una joven de veinte años que había enseñado en una escuela de una sola aula en Hecla, Montana. Se había mudado a San Francisco para completar su formación como maestra y vivía con su hermana Maud en casa de su tía, la señora Tryphenia Noble, y su esposo en la calle 21.ª en el distrito de Mission.
Lamont era una joven religiosa, que asistía regularmente a la cercana iglesia baptista Emmanuel. El 3 de abril de 1895, cuando como de costumbre salió de clase a las dos, Durrant la estaba esperando. Otra compañera de clase que salía los vio conversar y luego subir al tranvía eléctrico de Polk Street justo después de las dos de la tarde. Viajaron juntos hasta la parada de la calle 21ª. Otros pasajeros que iban en el vehículo público declararon que ella y Durrant se sentaron muy cerca y él le susurraba al oído y la golpeaba suavemente con sus guantes de cuero. Bajaron en su parada y fueron vistos por la señora Mary Vogel caminando calle abajo hacia la iglesia baptista Emmanuel. 
Desde su ventana, la señora Caroline Leak les vio entrar en la iglesia juntos. La señora Leak, que más tarde testificó durante el juicio contra Durrant, fue la última persona en ver a Blanche Lamont viva. George King, el director del coro de la iglesia y organista, declaró que a las cinco de la tarde llegó a la iglesia para practicar los himnos del siguiente servicio, cuando a los pocos minutos apareció Durrant en la puerta que llevaba al campanario muy pálido, nervioso y débil y le preguntó si podría ir a por una medicina en una farmacia cercana, pues había ido a revisar las tuberías de gas y había sufrido una fuga.
King corrió a comprar una botella de bromuro. Durrant bebió y luego le ayudó a transportar un órgano pequeño del vestíbulo a la sala principal. King aseguró no haber notado ningún olor a gas, además de que las tuberías habían sido revisadas hacía poco y estaban en buenas condiciones. Luego Durrant acompañó hasta su casa a King, a pesar de que la suya estaba en dirección contraria y le dijo encontrarse todavía débil por el escape de gas.
La señora Noble vino a la iglesia en busca de su sobrina unas horas más tarde durante el servicio de oración del anochecer. Durrant se acercó a Noble y le preguntó por Blanche; ella le dijo que estaba preocupada por su tardanza. Durrant le contestó que lamentaba que Blanche no estuviera allí y que iría a su casa más tarde para llevarle un libro. La señora Noble testificó que pasó más tarde por su casa para dejar el libro y le sugirió que Lamont podría haber sido secuestrada para ser forzada a la prostitución.
Al día siguiente, Durrant intentó vender en una casa de empeños del distrito de Tenderloin tres anillos de mujer. Aquella misma tarde Noble recibió un paquete con esos anillos de Blanche dentro. Aun así, no denunció la desaparición hasta el día siguiente.
La policía interrogó a Durrant porque era la última persona con quién había sido vista la joven y también porque otra joven de la iglesia había confesado a su madre que poco antes de la desaparición, Durrant la había engañado para que fuera a la biblioteca de la iglesia, y poco después él entró desnudo en la habitación por lo que ella salió corriendo. Como la policía no tenía ningún cadáver ni evidencia de que hubiera sucedido un hecho criminal, Blanche solo fue incluida en la lista de personas desaparecidas.

## Minnie Williams

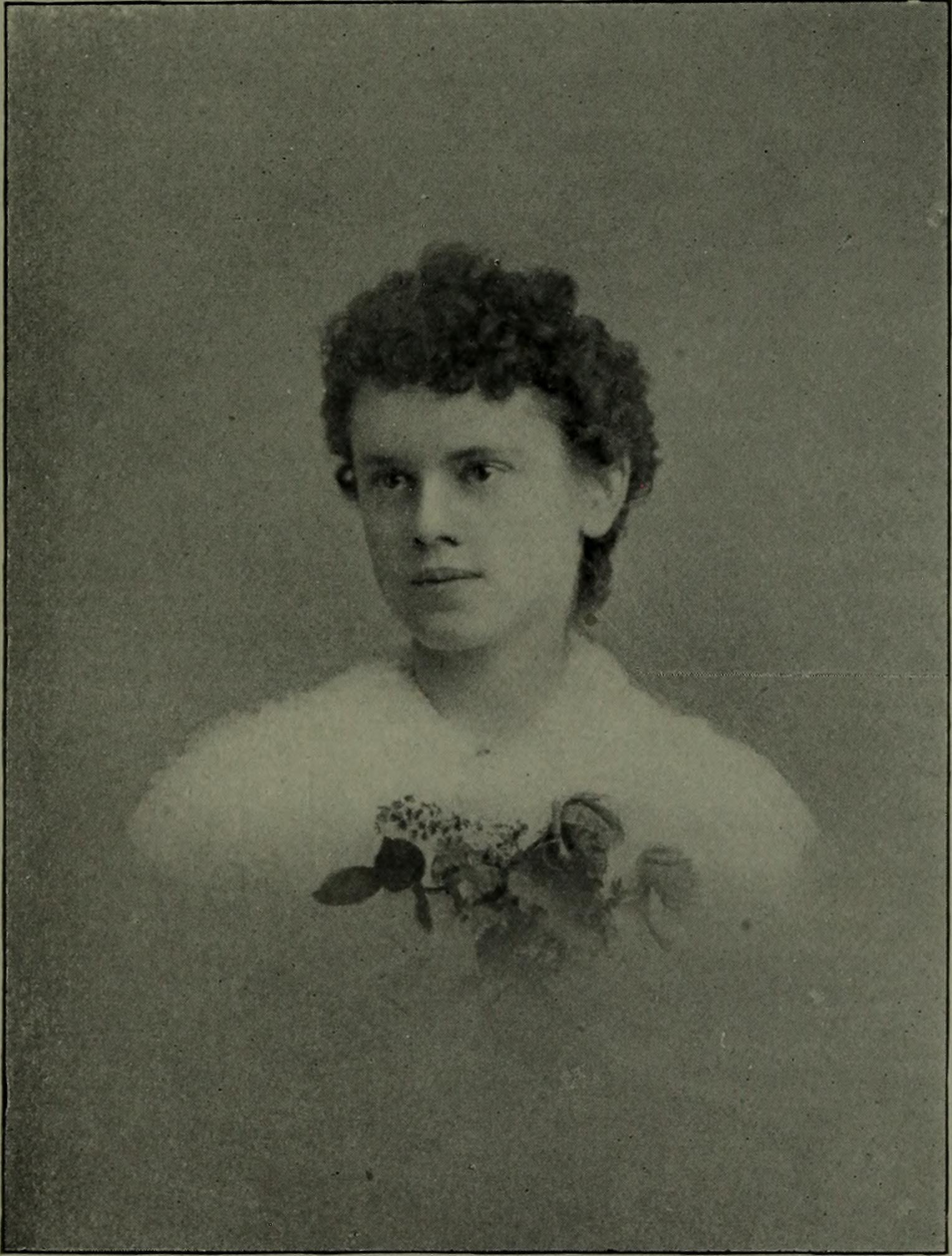
Minnie Williams, 1895.

Mientras, Durrant empezó a centrar sus atenciones en la joven de veintiún años Minnie Flora Williams (agosto de 1873 – 12 de abril de 1895), empleada doméstica y también feligresa de la Emmanuel Baptist Church. A las siete de la tarde del 12 de abril de 1895, que era Viernes Santo, nueve días después de la desaparición de Lamont, Williams dijo a sus amigos en la pensión donde se alojaba que iba a una reunión de miembros de la iglesia en la casa de otro feligrés, un dentista apellidado Vogel, cuya esposa Mary había visto a Durrant caminando con Blanche Lamont, la tarde que desapareció. Poco después de las siete, fue vista en una intensa discusión con Durrant delante de la iglesia.
La discusión era lo bastante fuerte como para alertar a un transeúnte apellidado Hodgkins y llevarle a parar e intervenir. Hodgkins testificó más tarde que los modales de Durrant no eran buenos para un caballero y que la pareja se calmó y entraron juntos por la puerta de la iglesia. A las nueve y media, Durrant llegó tarde a la casa del anciano de la iglesia para la reunión de la congregación, y los otros miembros observaron que además parecía acalorado y nervioso.

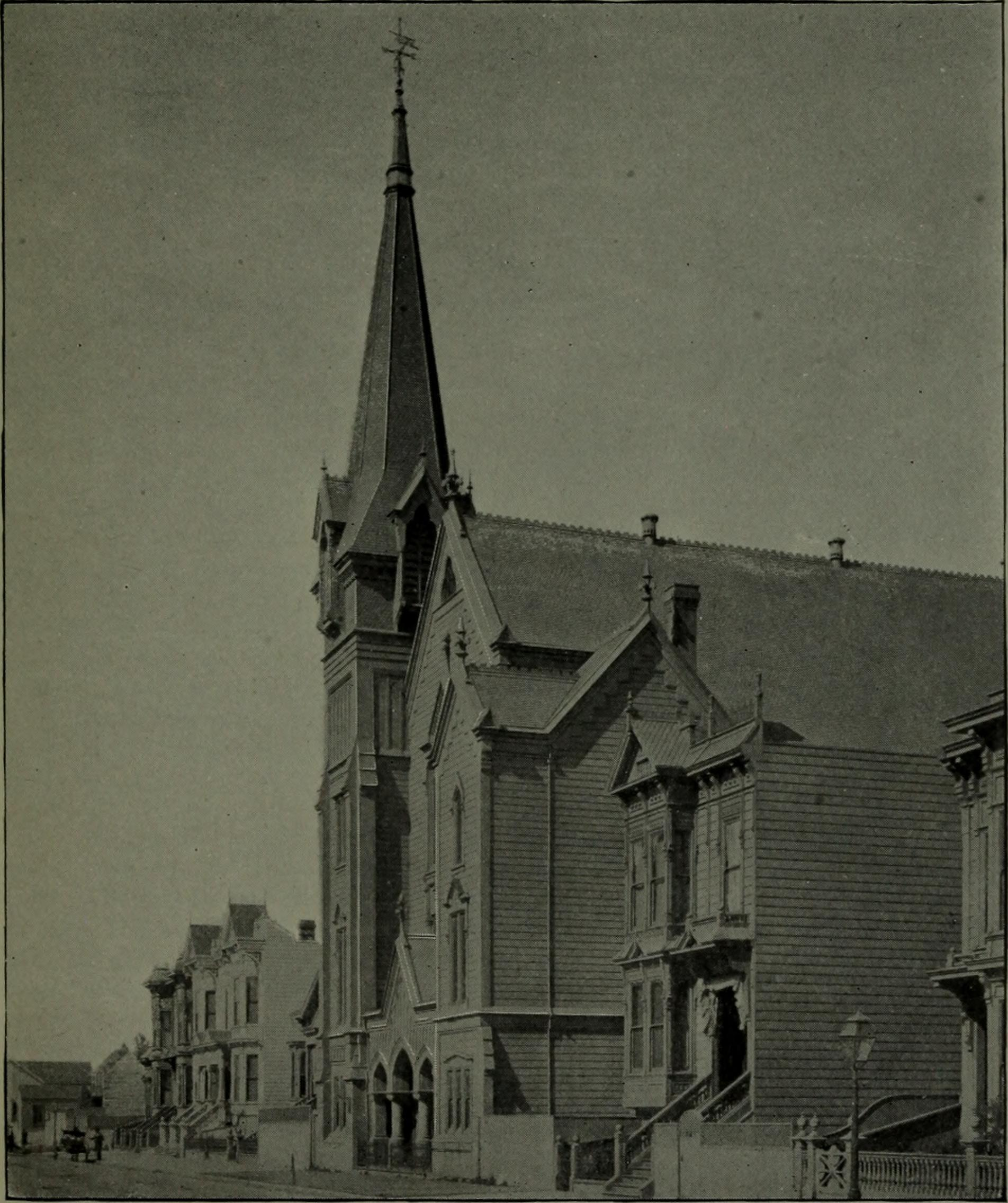
La iglesia baptista Emmanuel de San Francisco, ya desaparecida, en 1898.

## Juicio y condena
El sábado 13 de abril, varias de las mujeres de la congregación fueron con flores a la iglesia para decorarla para el Domingo de Pascua. Una de las señoras fue a un armario de la biblioteca para coger unas tazas y cuando lo abrió se topó con el cadáver semidesnudo de Minnie Williams. La habían apuñalado repetidamente en el pecho y cuello, con tal saña que el cuchillo se partió y la hoja quedó clavada en el cuerpo, amordazada con tiras arrancadas de su vestido y enagua, e "indignada" (un eufemismo de la época para referirse a una violación). La iglesia y sus alrededores fueron entonces registrados en busca de Blanche Lamont, ya que la policía ahora sospechaba que estaba allí. No se encontró nada hasta que un miembro de la iglesia recordó que nadie había subido al campanario. La policía encontró allí el cadáver de la desaparecida. Estaba tendida en el suelo totalmente desnuda, con la cabeza sobre un bloque de madera, como se colocaban los cuerpos en la sala de disección para los estudiantes en las academias médicas. Su ropa y libros escolares se encontraron en un montón sobre las vigas del techo. Había sido estrangulada y violada ya muerta. Probablemente fue asesinada en la biblioteca y arrastrada por los pies por la escalera, porque luego se encontraron algunos cabellos largos enganchados en los escalones gastados de madera. La policía inmediatamente empezó a buscar a Theodore Durrant, que era la última persona con la que habían sido vistas las víctimas.
Durrant había dejado la ciudad con su unidad del Cuerpo de Señales. En su casa, se encontró en su abrigo el bolso de la señorita Williams. Fue detenido al día siguiente, domingo de Pascua, cerca de Walnut Creek, a pesar de la protesta del sargento Perkins por esa "acusación indignante". Fue juzgado por los asesinatos de Blanche Lamont y Minnie Williams, con el juicio cubierto a nivel nacional por periódicos de todos los Estados Unidos y con la prensa sensacionalista, como sucedió con otros crímenes notorios de la década de 1890, calificándolo de "juicio del siglo" y comparando al asesino con Jack el Destripador.
La sala del tribunal siempre estuvo abarrotada de curiosos y, como posteriormente con Ted Bundy, él sonreía y saludaba a las docenas de chicas jóvenes presentes que lo consideraban "guapo de una manera oscura", dejándole notas y ramos de flores.
Uno de los principales testigos contra Durrant fue la hermana de Blanche, Maud Lamont. Dio cuenta de la vida de su hermana antes de su desaparición, afirmando que Durrant a menudo venía a acompañar a Lamont hasta la iglesia y después de regreso a casa y que tras la desaparición vino a casa para ofrecerse a buscarla.
El abogado lo defendió citando la carencia de sangre en su ropa, aunque probablemente como apunta el testimonio de la joven que huyó, se desnudó para cometer los crímenes, y culpando como verdadero autor al pastor de la iglesia, pero Durrant fue finalmente condenado y sentenciado a la horca por el juez Carroll Cook. Durrant nunca confesó los asesinatos y reclamó su inocencia hasta su muerte. Obtuvo un indulto provisional en 1897.
La ejecución se llevó a cabo el 7 de enero de 1898 en la prisión de San Quintin.
Los criminólogos modernos creen que de no haber sido detenido se habría convertido en un asesino en serie, porque si un psicópata llega a matar, lo seguirá haciendo hasta ser descubierto o detenido por algún motivo.

## A posteriori
Aunque el caso del "Demonio del Campanario" será luego menos conocido que el de otros contemporáneos como H H Holmes o Joseph Vacher, veinte años después de su ejecución, Durrant resurgió como evidencia coyuntural en una denuncia por calumnia presentada por su hermana, Maud Allan. Allan y su productor habían montado una exitosa pequeña producción de teatro de la Salomé de Oscar Wilde en Inglaterra.
Un aviador, político, y editor de un boletín político de derechas, Noel Pemberton Billing, respondió al evento teatral publicando una alegación en su boletín contra una obra que consideraba destinada a minar los valores militares y espirituales británicos al introducir al público las ideas indecentes de los escritos de Wilde, un homosexual.
Allan le demandó por calumnia; y como prueba, Billing demostró que ella era en realidad Maud Durrant y recordó el escándalo de su hermano asesino para mostrar que había antecedentes de perversión sexual en su familia, una maniobra que el tribunal no reprimió efectivamente.
Al final, Billing ganó el proceso, dañando permanentemente la reputación de la demandante.